# Opuntia martiniana
Opuntia martiniana là một loài thực vật có hoa trong họ Cactaceae. Loài này được (L.D. Benson) B.D. Parfitt mô tả khoa học đầu tiên năm 1980.